# Mecyclothorax longulus
Mecyclothorax longulus är en skalbaggsart som beskrevs av Sharp 1903. Mecyclothorax longulus ingår i släktet Mecyclothorax och familjen jordlöpare. Inga underarter finns listade i Catalogue of Life.